# Talin
Talin, auch Thalin (armenisch Թալին), ist eine Kleinstadt und ein städtischer Distrikt (hamaynkner) in der nordarmenischen Provinz Aragazotn mit 5733 Einwohnern im Jahr 2012 nach der amtlichen Statistik. Der bereits im 1. Jahrhundert erwähnte Ort ist bekannt für seine Muttergotteskirche (Surb Astvatsatsin) aus dem 7. Jahrhundert und vor allem für eine große Kathedrale, die einzige, als Ruine erhaltene Kuppelbasilika mit drei Konchen in Armenien. Zur Bauzeit der Kirchen gehörte Talin zum Reich der armenischen Kamsarakan-Fürsten. Von den Zerstörungen durch einen osmanischen Angriff 1514 konnte sich der seit dem 10. Jahrhundert bedeutende Marktort nicht mehr erholen.

## Lage

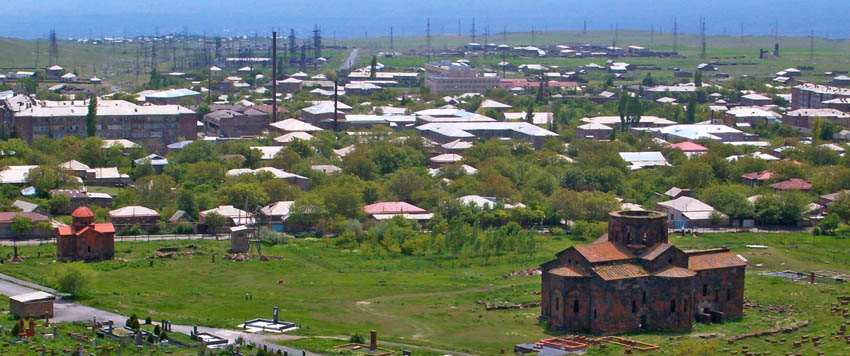
Von einem Hügel am nördlichen Stadtrand über beide Kirchen und Stadtzentrum

Talin ist die einzige städtische Siedlung im Westen der Provinz und liegt auf einer Höhe von 1614 Metern an den westlichen Ausläufern des Berges Aragaz. Von der Schnellstraße M1 zwischen Jerewan und Gjumri zweigt rund 65 Kilometer nördlich der Hauptstadt Jerewan und 18 Kilometer hinter Arutsch eine Straße ostwärts nach Katnagbhyur und weiter zum Dorf Irind ab, das durch eine polygonale Kirche aus dem 7. Jahrhundert bekannt ist. Fünf Kilometer nach diesem Abzweig führt eine Richtung Westen abgehende Straße etwa einen Kilometer lang durch das weitläufige Industriegebiet von Talin bis ins Zentrum. Die M1 umrundet die Stadt in einem großen Bogen. Der Verkehr nach Gjumri benutzt nicht mehr die alte Straße an der Kathedrale vorbei nach Norden, sondern die neu ausgebaute Kotanyan-Straße, die in nordwestlicher Richtung nach einem Kilometer in die M1 mündet. Sieben Kilometer weiter auf der M1 steht im Dorf Mastara eine bedeutende Zentralkuppelkirche mit vier Konchen aus dem 7. Jahrhundert.
Eine wenig befahrene Straße (M9) verlässt Talin Richtung Südwesten, passiert nach drei Kilometern die Ruine einer stark zerstörten mittelalterlichen Karawanserei und führt über Karakert bis zur türkischen Grenze, wo die ehemalige Stadt Bagaran lag, deren heute zerstörte Kathedrale in der Fachliteratur zusammen mit Mastara genannt wird. Auf einer weiteren Straße in nordwestlicher Richtung ist die frühchristliche Basilika von Jereruk beim Ort Anipemza an der türkischen Grenze zu erreichen. Die Ebene zwischen dem Tal des Flusses Achurjan an der Grenze, die gut 20 Kilometer von Talin entfernt ist, und dem Aragaz ist ein leicht gewelltes baumloses Grasland, das überwiegend als Weidefläche für Rinder dient. Einzelne schroffe Felshügel ragen heraus. Das überwiegend flache Land wird von einigen Bergbächen zergliedert, die in der Nähe der Stadt streckenweise Schluchten gegraben haben.

## Geschichte
Archäologisch gefundene Spuren von Werkplätzen stammen aus der Jungsteinzeit. Aus der Bronzezeit im 2. Jahrtausend v. Chr. sind unter anderem Bronzeschwerter bekannt und in der Eisenzeit gab es Siedlungen und befestigte Orte in der Umgebung. Der griechische Geograf Claudius Ptolemäus erwähnte im 2. Jahrhundert n. Chr. den Ort unter dem Namen Talina.
In der vorarabischen Zeit lag Talin im Zentrum des Herrschaftsbereichs der Kamsarakan-Dynastie, die von der Stadt Jerwandaschat nahe Bagaran aus regierte. Der Name der Dynastie geht auf den Prinzen Kamsar zurück, der 325 verstarb. Die Kamsarakan waren eine von den Karen Pahlav abstammende armenische Adelsfamilie, die sich zusammen mit sechs anderen Dynastien als armenische Arsakiden verstanden. Während des Machtkampfs zwischen den Byzantinern und Sassaniden konnten sich die Arsakiden am Nordrand der Großmächte bis 428 halten, als ihr Gebiet zwischen den beiden aufgeteilt wurde. Anschließend gelang es den Kamsarakan, die Kontrolle über das Gebiet zu übernehmen, ohne von den weiteren byzantinisch-persischen Auseinandersetzungen belästigt zu werden. Dennoch nahmen die Kamsarakan 451 und 482–484 an Aufständen gegen die Sassaniden teil. Im 6. Jahrhundert tauchen einige Kamsarakan in den Geschichtsbüchern als Generäle des oströmischen Kaisers Justinian I. auf. 771–772 nahmen sie an einem missglückten Aufstand gegen die Araber teil. Nach der Niederlage verloren sie ihre Macht an die Bagratiden. Den Kamsarakan ist vermutlich der Bau beider Kirchen zu verdanken; die Muttergotteskirche wurde nach einer Inschrift von Fürst Nerses Kamsarakan im 7. Jahrhundert gestiftet.
Im 10. Jahrhundert war Talin eine Station an einer Fernhandelsroute und ein bedeutender Marktort. Während der Kriege zwischen den Safawiden und dem Osmanischen Reich wurde die Stadt bei einem Feldzug der Osmanen schwer beschädigt, ebenso bei einem Erdbeben 1840, als die Kuppel der Kathedrale einstürzte. Ein weiteres Erdbeben richtete 1931 Schäden an.

## Stadtbild

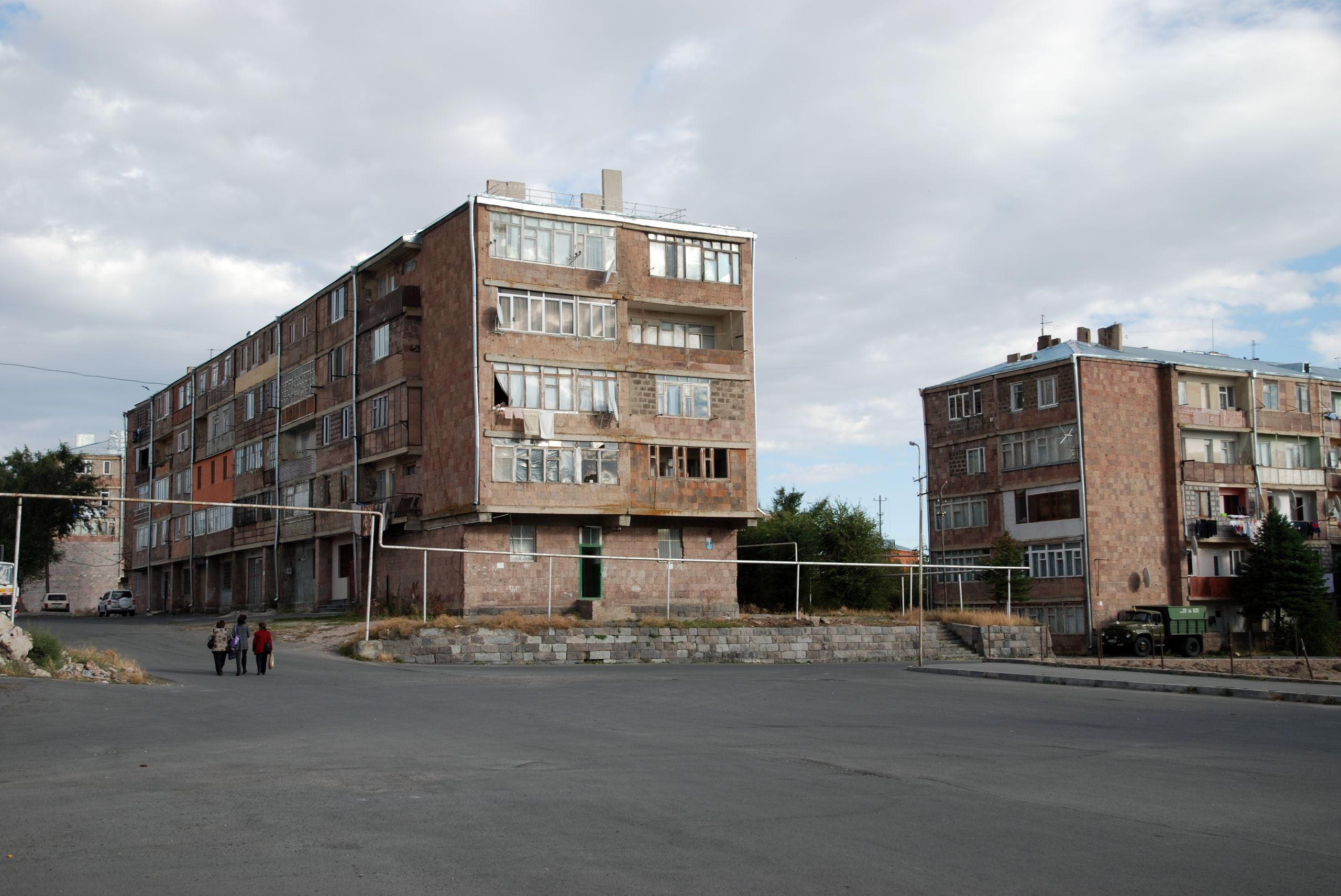
Wohnblocks im Zentrum

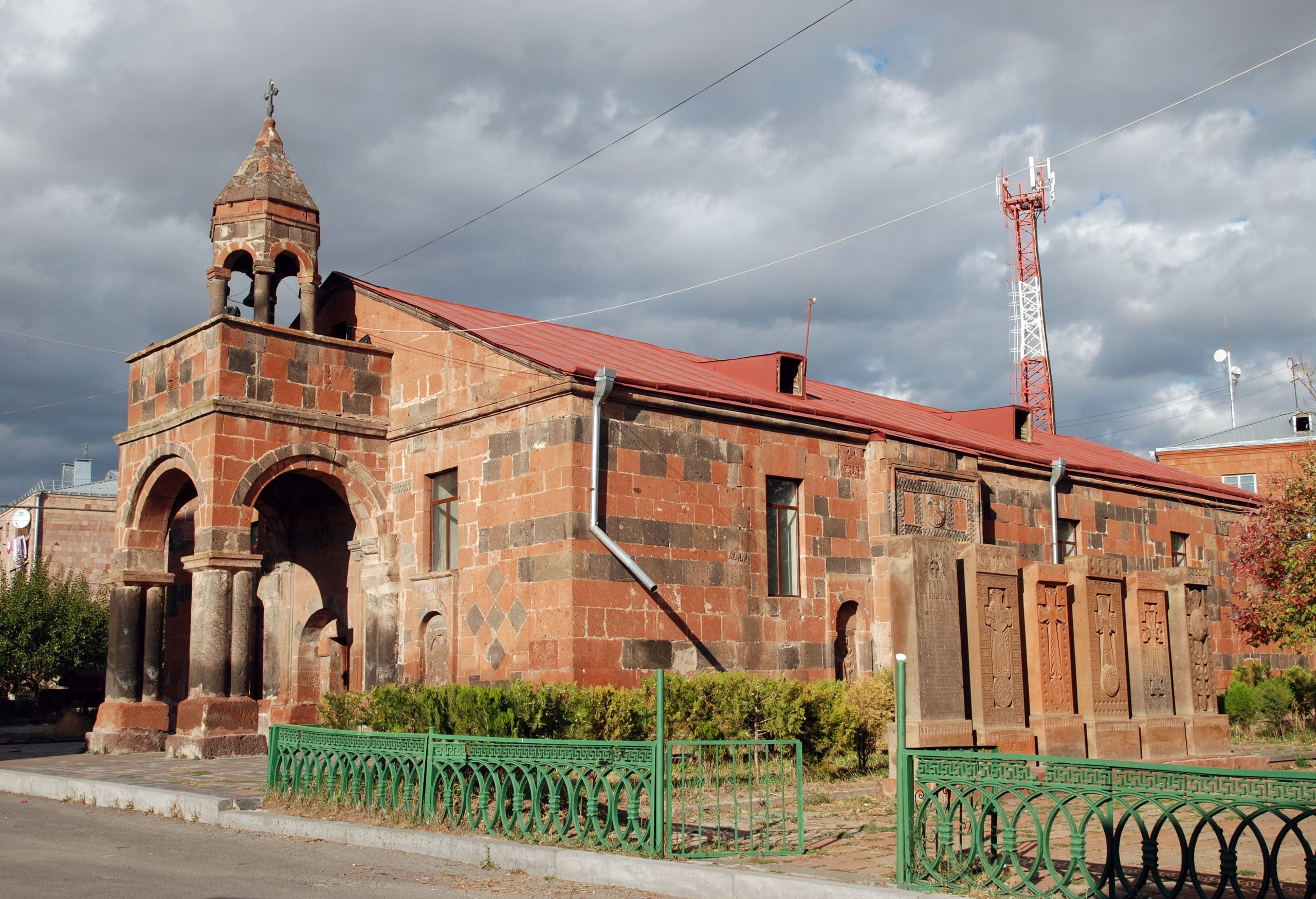
Georgskirche im Zentrum von Südwesten

Bei der Volkszählung des Jahres 2001 wurde die offizielle Einwohnerzahl mit 5614 angegeben. Im Januar 2012 lebten laut der amtlichen Statistik 5733 Einwohner in Talin, der kleinsten der drei städtischen Gemeinden der Provinz Aragazotn.
Die innerstädtische Hauptstraße ist die Spandaryan-Straße zwischen der großen Kreuzung im Nordosten, an der sich die drei Ausfallstraßen zur M1 gabeln, und der Abzweigung der M9 im Südwesten. In der Nähe dieser Abzweigung umgeben das Gebäude der Stadtverwaltung und die Post einen zentralen Platz. Das umzäunte Gelände der mittelalterlichen Kirchen liegt einige 100 Meter entfernt am nördlichen Stadtrand neben einem großen Friedhof mit Grabsteinen aus unterschiedlichen Zeiten. Im Gebiet dazwischen konzentrieren sich Wohnblocks aus der sozialistischen Zeit. Dreigeschossige Reihenhäuser und stereotyp aus grauem Tuffstein gemauerte freistehende Häuser aus der ersten Hälfte des 20. Jahrhunderts prägen ansonsten das überwiegend rechtwinklig angelegte Straßenbild. 2011 lebten 68 Prozent der Einwohner in Einfamilienhäusern und 32 Prozent in Mehrfamilienhäusern.
Das Industriegebiet liegt südlich des Zentrums. Diamond Tech ist die bekannteste Firma in Talin und verarbeitet Diamanten. Es gibt ferner Betriebe zur Milcherzeugung und Holzverarbeitung sowie eine Mehlmühle. In der Umgebung wird Rinder- und Schafzucht betrieben.
Für sonntägliche Gottesdienste steht unweit des zentralen Platzes eine dem heiligen Georg (Surb Gevorg) gewidmete Kirche aus dem 19. Jahrhundert zur Verfügung. Die dreischiffige Basilika wird von einem breiten flachen Satteldach gedeckt. Im Innern wird der Raumeindruck durch eine abgehängte dunkelbraune Holzdecke bestimmt. Der Blickfang außen ist ein über dem Eingang an den Westgiebel gebauter Glockenturm. Auf dem Kirchhof sind einige moderne Chatschkare aufgestellt.

## Kathedrale

### Herkunft

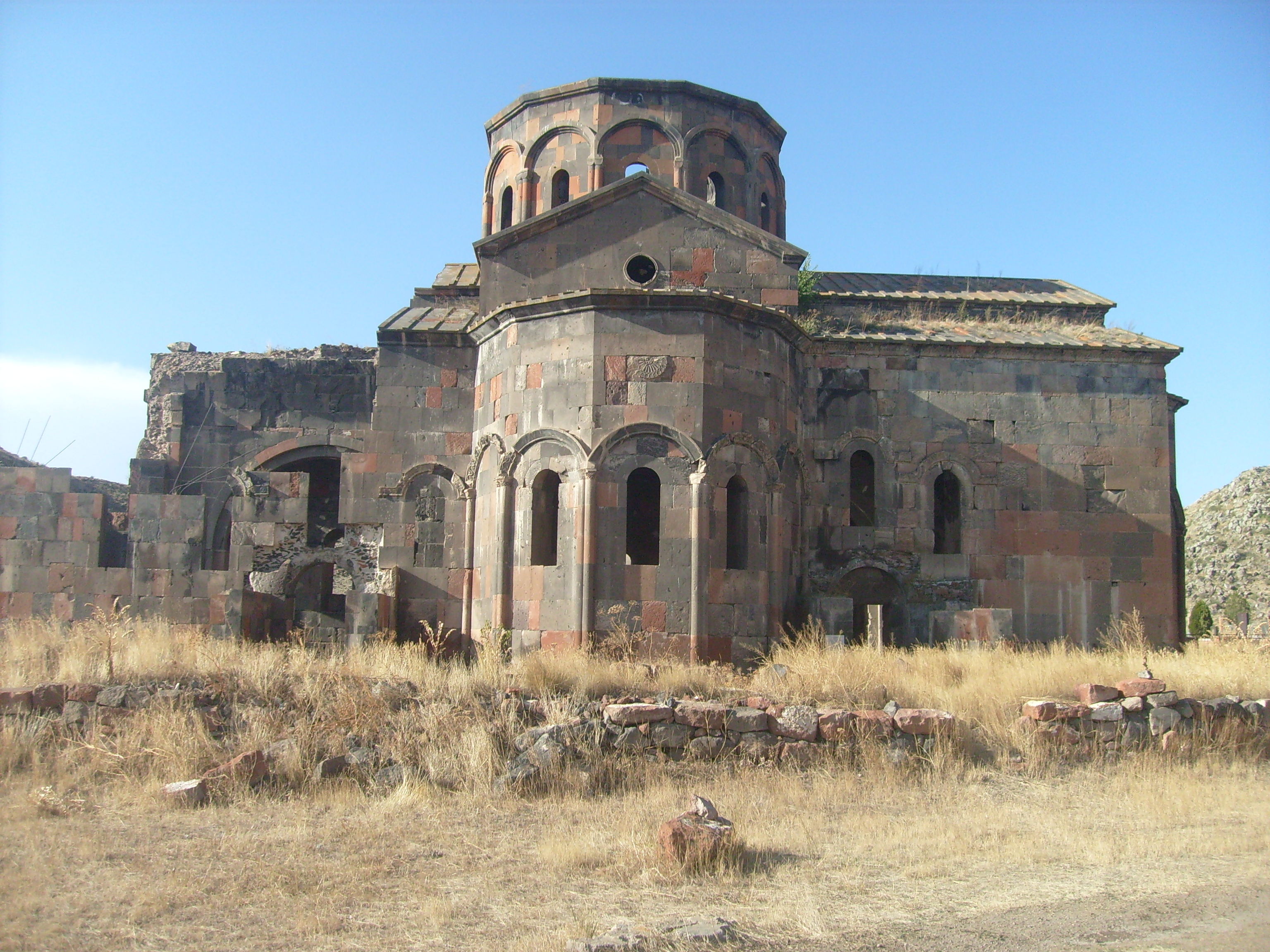
Südfassade

Der Grundriss der Kathedrale stellt eine seltene Kombination aus einer dreischiffigen Basilika mit zwei Pfeilern in jeder Reihe und einem Zentralbau dar, dessen Kuppel über dem Quadrat dieser vier Pfeiler ruht. Das Ergebnis ist eine Kuppelbasilika mit in diesem Fall drei halbrunden Konchen, die von polygonal aus der rechteckigen Grundfläche tretenden Außenwänden ummantelt werden. Sie ist die einzige erhaltene armenische Kirche dieser Art.
Die Herkunft dieses speziellen Typs ist wie auch die Entstehung der zugrunde liegenden Bauformen seit den ersten Forschungen zur armenischen Architektur Ende des 19. Jahrhunderts umstritten. Die frühesten, zeitlich einzuordnenden armenischen Kirchen sind Basiliken aus dem 5. und 6. Jahrhundert. Sie stehen möglicherweise mit älteren Basiliken in Syrien (im Bereich der Toten Städte) in Verbindung. Der Zentralkuppelbau beginnt in Armenien nach gängiger Auffassung mit der Kathedrale von Swartnoz Mitte des 7. Jahrhunderts. Ihr Kern ist ein Tetrakonchos, dessen Kuppel von vier freistehenden Pfeilern getragen wird. Als Beispiele für Einflüsse auf diese armenischen Zentralbauten aus Syrien und Mesopotamien wird auf die Tetrakonchen-Kirchen von Seleucia Pieria (Mitte 6. Jahrhundert) oder Resafa (Anfang 6. Jahrhundert) verwiesen.
Als Vorbild der ummantelten Kreuzkuppelkirchen gilt die Basilika von Tekor in der osttürkischen Provinz Kars, von der heute nur noch geringe Reste übriggeblieben sind. Die auf Mutmaßungen angewiesenen Rekonstruktionen gehen von einer ursprünglich dreischiffigen Basilika aus, die als eine von mehreren Erweiterungen im 7. Jahrhundert über einer geänderten zentralen Pfeilerstellung eine Kuppel erhielt. Tekor hat keine seitlichen Konchen, ebenso fehlen diese bei zwei anderen, zu jener Zeit entstandenen, ummantelten Kreuzkuppelkirchen: der Kathedrale in Mren (um 629–640) und der 1916 völlig zerstörten Johanneskirche (Surb Hovanes) von Bagaran (631–639), der größten historischen Kirche Armeniens.
In dieser Reihe der Monokonchen (mit einer Rundapsis an der Ostwand) bildet der Trikonchos von Talin eine Sonderform. Vermutlich gab es statische Gründe, die dafür sprachen, die Kuppelbasilika mit seitlichen Konchen auszustatten, um die Schubkräfte der Kuppel nicht allein über die Außenwände ableiten zu müssen. Den Prototyp hierfür stellte möglicherweise die Kathedrale von Dwin dar. Die Basilika der ersten Bauphase von Dwin war nach ihrer Zerstörung durch die Perser Ende des 6. Jahrhunderts zwischen 607 und 628 als ummantelter Trikonchos wiederaufgebaut worden.

### Bauform

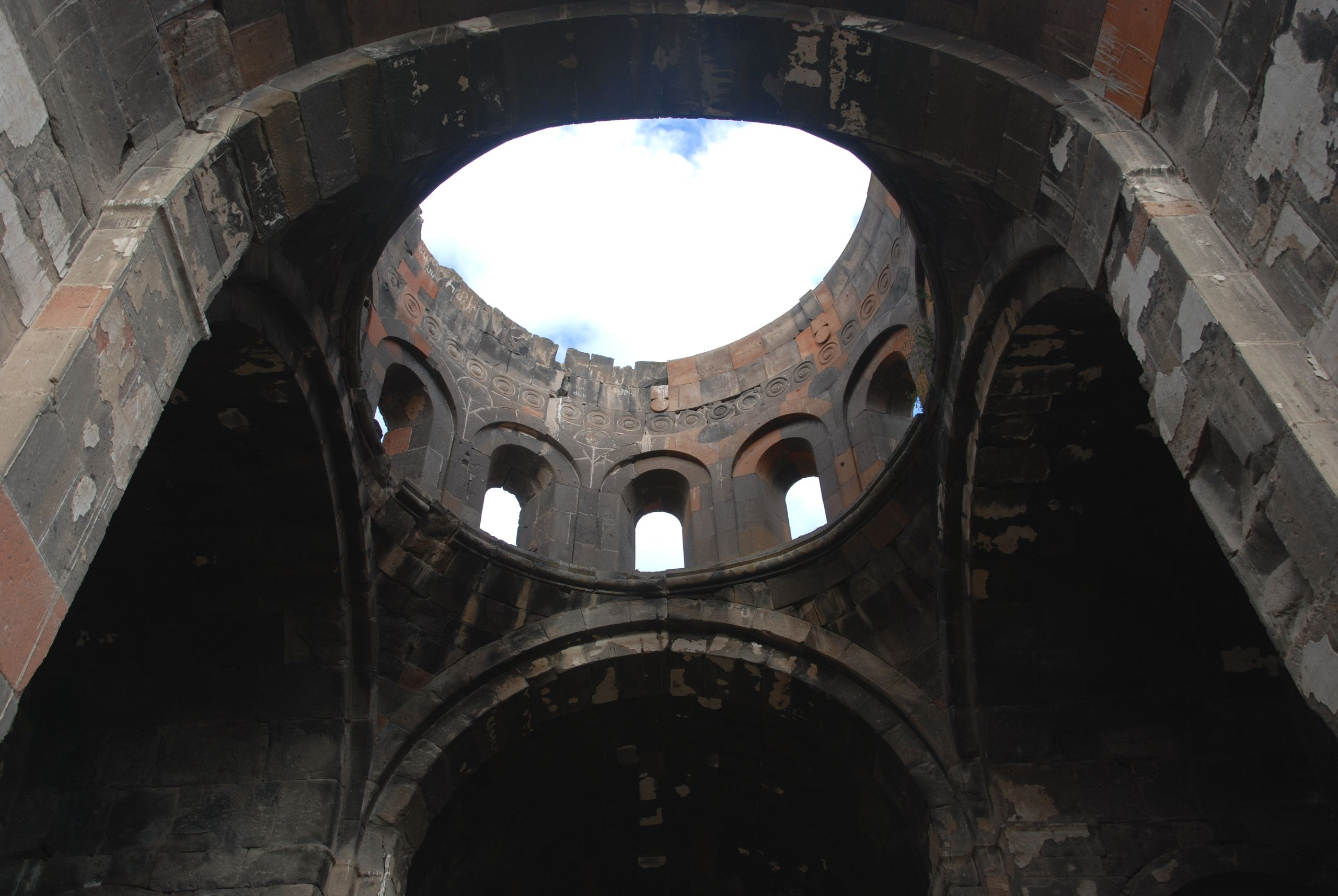
Tambour

Die Kuppelbasilika, von Josef Strzygowski 1918 zu den „längsgerichteten Kuppelbauten“ gezählt, gehört nach Umfang und Höhe zu den größten armenischen Kirchen. Ihre Konstruktion geht von vier zentralen Pfeilern aus, die untereinander durch Gurtbögen verbunden sind. An den Ecken leiten Pendentifs zum Fußkreis des Tambours über. An der Nord- und Südseite erweitern große halbkreisförmige Konchen den Raum. Die fünfeckig ummantelten Konchen werden durch Rundbogenfenster in den mittleren drei Wandfeldern durchbrochen. Die Ostapsis tritt trapezförmig mit drei durchfensterten Wandflächen aus dem Giebel hervor. Zu beiden Seiten wird sie von annähernd quadratischen Nebenräumen mit Rundapsiden, die innerhalb der rechteckigen Grundfläche liegen, flankiert. An der Nord- und Südwand befand sich ein geschlossener Portalvorbau. Das heute gänzlich verschwundene Westportal bestand aus einer Vorhalle mit vier durch Rundbögen verbundenen Pfeilern.
Der außen und innen zwölfseitige Tambour ist durch hohe Fenster in jedem Wandfeld gegliedert. Die Außenecken schmücken gedoppelte Halbsäulen, die durch abgetreppte Blendbögen über Würfelkapitellen miteinander verbunden sind. Innen wird der Tambour durch einen Kranz von Scheiben über den Fenstern geschmückt. Darüber wurden noch zwei Mauerreihen bis zum Ansatz der seit 1840 fehlenden Kuppel restauriert.
Zum bauplastischen Dekor gehören ferner zwei Nischen an der Westfassade, in die Doppelsäulen gestellt sind. Über die Fenster im Westen schwingt sich ein hufeisenförmiger Fries mit einem Herzband. Die äußere Konchenwand im Süden zieren Blendbögen über Korbkapitellen mit Weinranken. Weitere Schmuckmotive sind Palmetten, Rosetten, Perlstäbe und Kreuzblumen.
In der Apsiskalotte sind nur noch wenige Reste einer Bemalung zu sehen, die wohl aus der Bauzeit stammt und einst das Kircheninnere ausgefüllt hat. An der Laibung des oberen Bogens sind noch schwach Medaillons erkennbar, in denen sich Brustbilder von Propheten befanden. Die Malerei in der Mitte stellte eine Theophanie dar, bei der sich im Zentrum der Szene der Thron Gottes umgeben von den geflügelten Tetramorphen (Evangelistensymbole) befand. In deutlich besserem Zustand ist diese Szene in Lmbatavank erhalten. Zwischen den Apsisfenstern befanden sich Heiligenporträts. An der Südwand der Kirche war der Einzug in Jerusalem abgebildet. Anfang des 20. Jahrhunderts war hiervon noch Christus auf einem Esel reitend übrig geblieben.

### Datierung

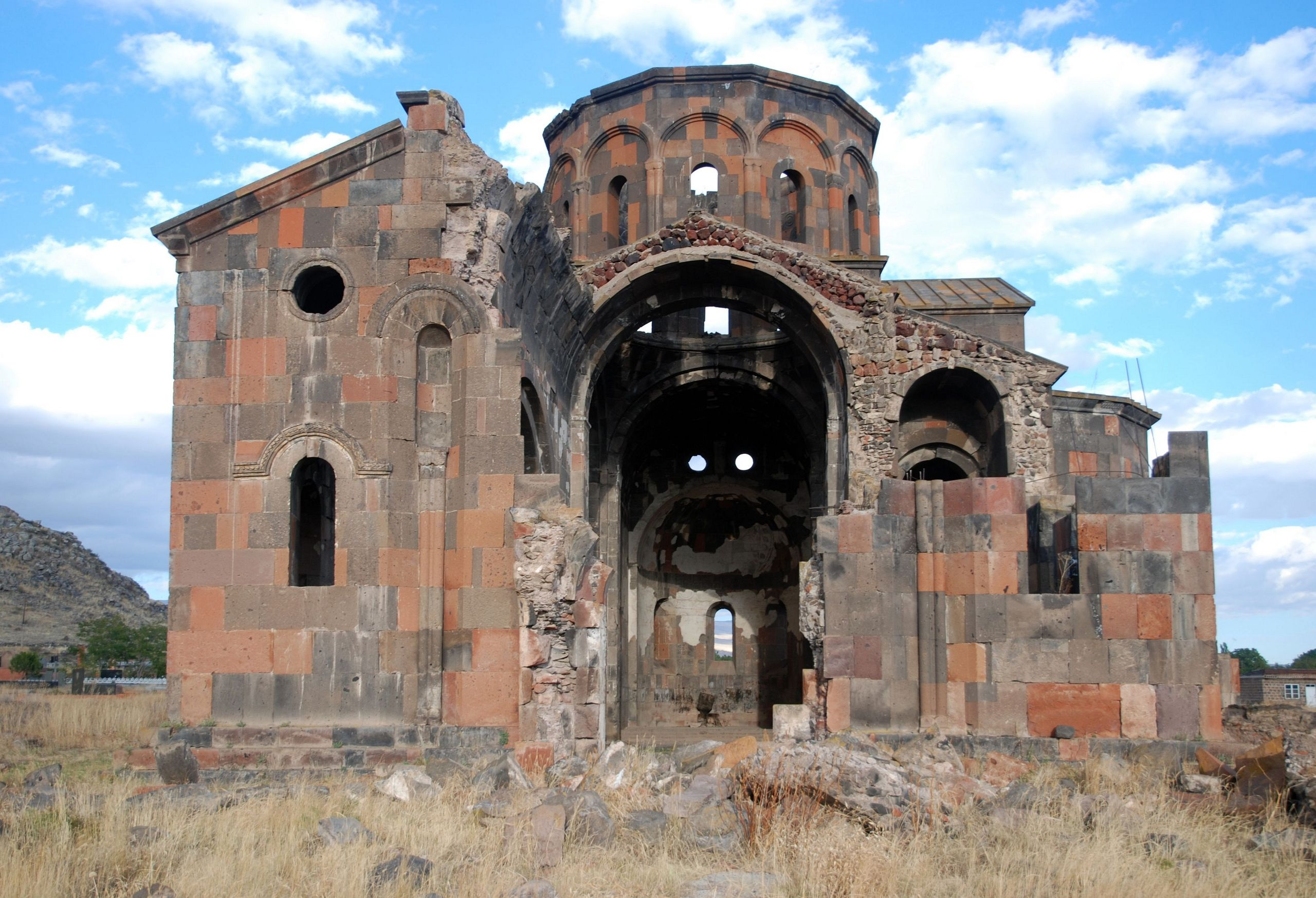
Westseite

Stepan Mnazakanjan datiert die Kirche in die zweite Hälfte des 7. Jahrhunderts, Patrick Donabédian und Jean-Michel Thierry präzisieren „ungefähr nach 660“ und begründen dies mit stilistischen Parallelen des Dekors zu den Kathedralen von Swartnoz und Aruchavank. Eine Fertigstellung im 7. Jahrhundert ist seit Josef Strzygowski 1918 die gängige Lehrmeinung der armenischen und der meisten westlichen Forscher. Es gibt keine Gründungsinschrift, die älteste schriftliche Quelle ist eine Inschrift am südöstlichen Vierungspfeiler. Darin heißt es, dass ein Mönch namens Uchaten und sein Bruder Tuti eine Wasserleitung von einem nahen Felshügel bis zur Kirche gelegt hätten. Strzygowski rechnet die angegebene armenische Jahreszahl 232 zu 783 n. Chr. um. Ulrich Bock folgt dagegen dem georgischen Kunsthistoriker Georgi Tschubinaschwili, der von einem anderen armenischen Kalender ausgeht, wonach 232 dem Jahr 1316 n. Chr. entspricht. Eine Frühdatierung in das 7. Jahrhundert wäre somit nicht erforderlich. Weitere Inschriften werden unstrittig in die Jahre 981, 1018 und 1040 n. Chr. datiert, die letztgenannte hält die Schenkung eines Gartens an die Kirche fest. Tschubinaschwili erkennt außerdem an ästhetischen Stilbrüchen unterschiedliche Bauphasen (wie bei der Basilika von Tekor) und schlägt daher die zweite Hälfte des 10. Jahrhunderts als letzte Bauphase vor.

## Muttergotteskirche

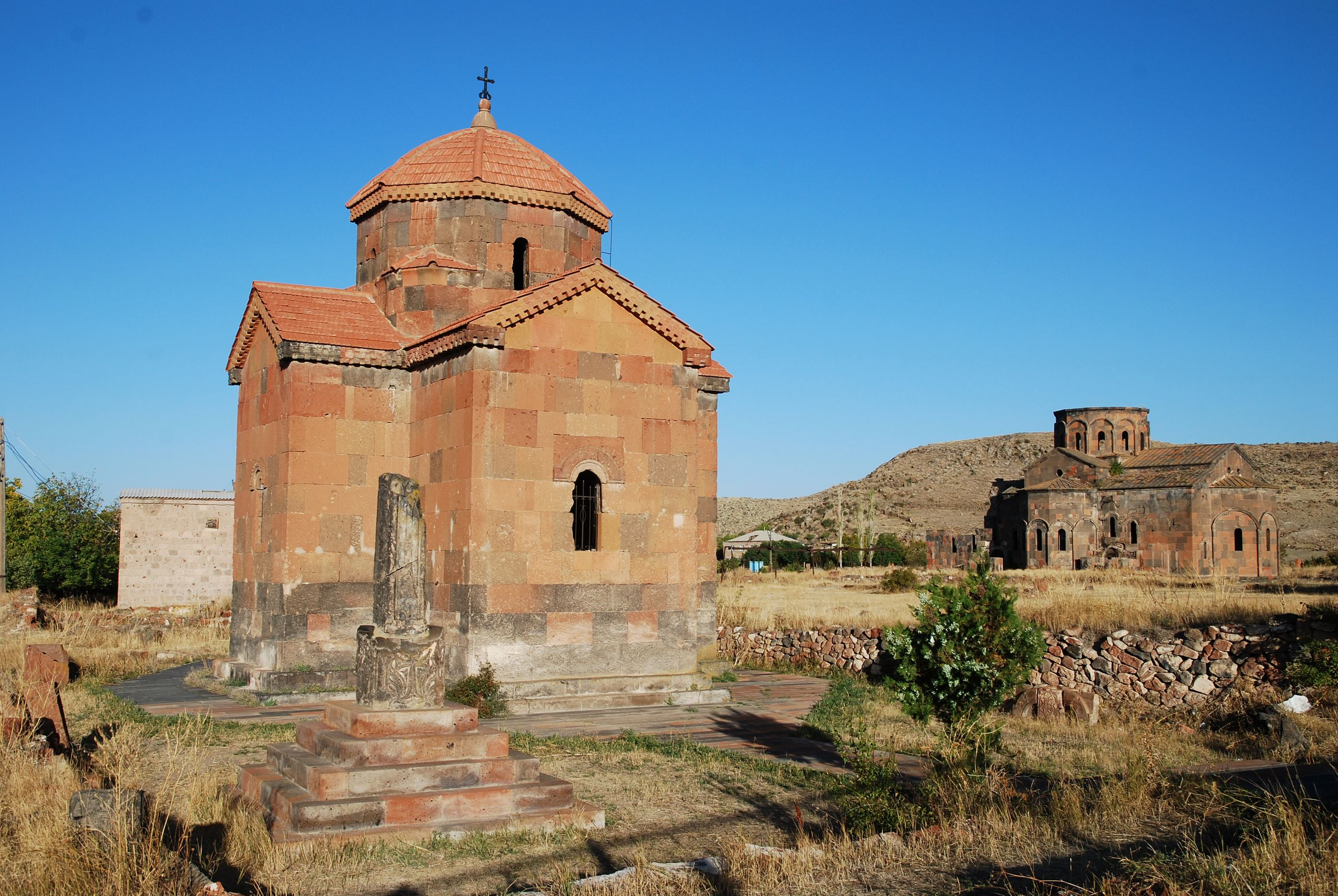
Muttergotteskirche mit Gedenkstele und Kathedrale von Südosten

Die 100 Meter von der Kathedrale entfernte Muttergotteskirche (Surb Astvatsatsin) enthält an der Westfassade eine undatierte Inschrift, die den Stifter Nerses Kamsarakan nennt und ihn als „Apohypat, Patrizius, Herr von Schirak und Arscharunik“ anredet. Die Widmung lautet: „Im Namen der hl. Muttergottes um der Fürbitte willen für mich und für Schuschan, meine Gattin und für Hrahat, unseren Sohn.“ Als Stifter kommen zwei Personen dieses Namens in Frage. Der frühere Nerses taucht inschriftlich an den Kirchen von Alaman (Ananius-Kirche, 637) und Mren (um 629–640) auf, für den späteren Nerses sind Jahreszahlen zwischen 689 und 693 bekannt. Jean-Michel Thierry bevorzugt aufgrund von Stilvergleichen eine Datierung in die erste Hälfte des 7. Jahrhunderts. Der kleine Trikonchos wurde zuerst 1947 zum Teil und später vollständig restauriert.
Die drei halbrunden Konchen und der rechteckige Hauptraum im Westen bilden außen freie Kreuzarme. Der Grundplan ist nicht ganz symmetrisch. Der nördliche Kreuzarm ist an der Westseite etwas verbreitert, um Raum für eine bogenförmige Nische an der Außenwand zu schaffen, in der vielleicht ein Taufbecken gestanden haben  könnte. In Form und Abmessungen ist die Muttergotteskirche typisch für frühe kleine Zentralbauten wie Lmbatavank oder die Kamrawor-Kirche von Aschtarak, die häufig eine Funktion als Begräbniskirche besaßen.
Der Tambour und die Kuppel ruhen auf den vier inneren Wandecken, die durch Gurtbögen miteinander verbunden sind. In den Ecken leiten Trompen zum Oktogon des Tambours über. Eine breite Blendarkatur über Halbsäulenpaaren umgibt das Portal im Westen. Die Rundbogenfenster werden durch gemusterte hufeisenförmige Friese verziert. Die Dachkanten bilden Friese mit doppeltem Zahnschnitt.
Die vor der Kirche aufgestellte Gedenkstele ist ein Pfeiler aus einem Tuffsteinblock, der wie für frühchristliche armenische Stelen üblich auf einer würfelförmigen Basis steht. Die Stele kann als allgemein-christliches Zeichen, Siegessymbol oder zur Erinnerung an einen Verstorbenen gedacht gewesen sein.

## Persönlichkeiten
- Viktor Yengibaryan (* 1981), Diplomat